# First Pull Up, Then Pull Down
First Pull Up, Then Pull Down è il secondo album degli Hot Tuna ed è stato pubblicato nel 1971. È un album live registrato nell'aprile 1971 allo Chateau Liberte in California.
Nel 1996, la RCA ha pubblicato un box set intitolato In a Can che comprende la versione rimasterizzata di questo album oltre ad altri quattro CD, Hot Tuna, Burgers, America's Choice e Hoppkorv, anch'essi rimasterizzati.

## Tracce

### Lato uno
1. John's Other (Creach) – 8:12
2. Candy Man (Davis) – 5:44
3. Been So Long (Kaukonen) – 3:42
4. Want You to Know (Carter) – 4:26

### Lato due
1. Keep Your Lamps Trimmed and Burning (Davis) – 8:08
2. Never Happen No More (Blake) – 3:47
3. Come Back Baby (Hopkins) – 9:28

## Formazione
- Jack Casady - basso acustico
- Jorma Kaukonen - chitarra, voce
- Papa John Creach - violino
- Sammy Piazza - batteria
- Will Scarlett - armonica a bocca